# Mike Hartfield
Mike Hartfield (ur. 29 marca 1990 w Manchester) – amerykański lekkoatleta specjalizujący się w skoku w dal.
Medalista mistrzostw USA. Stawał na podium mistrzostw NCAA.
Rekordy życiowe: stadion – 8,34 (14 maja 2016, Baie-Mahault); hala – 8,18 (17 lutego 2018, Albuquerque).

## Osiągnięcia
| Rok  | Impreza              | Miejsce        | Pozycja           | Wynik |
| ---- | -------------------- | -------------- | ----------------- | ----- |
| 2015 | Mistrzostwa świata   | Pekin          | –                 | NM    |
| 2016 | Igrzyska olimpijskie | Rio de Janeiro | el. – 25. miejsce | 7,66  |